# Ahmed Yasin
Ahmed Yasin Ghani [ˈjaːsiːn], född 22 april 1991 i Bagdad, är en svensk-irakisk fotbollsspelare (mittfältare) som spelar för Zakho. Han representerar även Iraks landslag.

## Klubbkarriär
Den 10 december 2010 skrev Yasin på för Örebro SK och lämnade moderklubben BK Forward.
Hösten 2012 porträtterades Yasin i fotbollsmagasinet Offside, där läsaren fick följa en vecka som inleddes med match mot GIF Sundsvall i Allsvenskan, som följdes av träningslandskamp på Swedbank Stadion i Malmö mot Brasilien.
Den 29 juni 2015 värvades Yasin av danska AGF Århus, där han skulle ansluta som bosman den 1 januari 2016. Den 9 juli 2015 blev det klart att övergången skedde på en gång. Den 19 juli 2015 gjorde Yasin sin debut i Superligaen i en 2–1-vinst över Bröndby IF, där han i den 89:e minuten byttes in mot Stephan Petersen.
I januari 2016 värvades Yasin av AIK. Han tävlingsdebuterade för klubben den 20 februari 2016 i Svenska cupen mot Varbergs BoIS. I januari 2017 gick han på lån till Muaither SC i Qatar. I början av augusti 2018 gick Yasin till klubben Al-Khor SC som en direkt transfer. AIK meddelade att Yasin utnyttjat sin option att inte förlänga sitt avtal som löpte till årsskiftet 2018/2019.
I januari 2019 återvände Yasin till BK Häcken, där han skrev på ett treårskontrakt.

### Denizlispor
Den 19 januari 2021 blev Ahmed Yasin presenterad av den turkiska klubben Denizlispor. Han skrev ett kontrakt till 2022 med option för ytterligare ett år.

### Återkomst i Örebro SK
Den 20 augusti 2021 blev Yasin klar för en återkomst i Örebro SK, där han skrev på ett kontrakt över resten av säsongen. I januari 2022 förlängde Yasin sitt kontrakt med ett år.

### Al-Kholood
Den 1 januari 2023 blev Yasin klar för saudiska Al-Kholood.

### Andra återkomsten i Örebro SK
Den 15 juli 2024 blev Yasin klar för sin tredje sejour i Örebro SK och skrev på ett korttidskontrakt över resten av säsongen.

### Zakho
Den 14 januari 2025 värvades Yasin av Zakho i den irakiska högstaligan.

## Landslagskarriär
Den 24 juni 2012 debuterade Yasin för det irakiska A-landslaget, i en match mot Libanon. Efter det har det blivit ytterligare 7 deltagande för Yasin i landslaget, under ledning av den brasilianske legendaren Zico.